# Griff Collection
A Griff Collection az egyik legnagyobb múltú, 100%-ban magyar tulajdonú multibrand-szisztéma szerint működő divatcég, mely 1986-os alapítása óta van jelen a piacon.

## Történet
A céget 1986-ban, Griff Gentlemen’s néven alapította Sütő Zoltán és felesége, Sütőné Peti Ágnes. A cég eleinte Flyers néven futott, mellyel a repülés, szárnyalás azaz a magas életérzés kifejezése lett volna a cél. A név túlzott népszerűsége miatt azonban szükség volt a váltásra, ezért döntöttek egy sokkal egyedibb és exkluzívabb név mellett, megtartva ugyanezt a jelentéstartalmat, így esett a választás a Griff névre.
A cég a budapesti Visegrádi utcában, egy 6 négyzetméteres garázsból átalakított üzlethelyiségben kezdte meg munkásságát, ahol eleinte farmernadrágok készítésével és eladásával foglalkoztak. A Griff hamar kinőtte magát a garázs-boltból, az országban elsőként kezdtek el olyan extrémebb darabokat gyártani, mint lila, sárga, vagy zöld színű zakók, melyek üdítő változatosságot vittek az akkoriban még konzervatívabb elegáns öltözködési kultúrába.
Az elegáns férfi ruházat mellett a Griffnél a kezdetek óta kiemelt szerepet töltött be magyar sportesemények és sportolók támogatásában is.
1992-ben a barcelonai olimpián a magyar csapat formaruháját Griff Gentlemen’s készítette el, valamint 1996-ban az atlantai olimpián ismét ők öltöztethették a magyar olimpiai válogatottat.
1998-ban megrendezésre került a Griff fonográf kupa, melyet a Griff Gentlemen’s szponzorált, és mely versenyen maga a tulajdonos, Sütő Zoltán is részt vett a kezdetektől. Ebben az évben a Griff öltöztette a Magyar Tenisz Szövetség tagjait is, valamint több sporteseményt és egyesületet szponzorált: tenisz, úszó és öttusa versenyeket, emellett az FTC, a Vasas és a Győri ETO csapatát is támogatta.
Az alapítás után 9 évvel, 1995-ben nagyot lépett a cég: így nyitotta meg az igazi zászlóshajóját a Nyugati téren. A Griff Áruház 2400 négyzetméteren jött létre és öt szinten kínált minőségi férfi ruházatot az érdeklődőknek. 
2005-ben a Griff úgy döntött, a bevásárló központokban folytatja tovább útját: A Nyugati téri Áruház után megnyitották első pláza-üzletüket a MOM Parkban. Hiába lett kisebb az üzlet, 10 év alatt több mint 2 millió ember fordult meg ebben az üzletben, és 1 millió méter anyagot használtak fel a több százezer eladott öltöny elkészítéséhez. 
Ebben az évben megjelent a női ruhakínálat is a klasszikus férfi termékek mellett és megalakult a Ladies by Griff termékvonal.
2007-ben újjászületett a márka Griff Collection néven. Új arculattal jelentkeztek, és a saját termékvonal mellett megjelentek a világmárkák is az üzletekben, mint például a Guess, Tommy Hilfiger, Calvin Klein és a Levi’s.
A Griff Collection a megújult webshop 2017-es elindításával az e-kereskedelembe is becsatlakozott és egy törzsvásárlói klubrendszert is működtet.

## Napjainkban
A 2020-ban kitört Covid19-pandémia kijárási tilalma után az üzletei többségét nem nyitotta meg újra a Griff. 2023 őszén az utolsó két megmaradt üzletét is bezárta a bevásárlóközpontokban, majd a biatorbágyi outlet bezárásával 2024. májusától az Atryum Fashion City a budapesti Nyugati téren maradt meg egyedül.
A forgalom csökkenése miatt az áruház felső emeletét 36 szobás hotellé alakították 2024-ben.